# Serenata núm. 12 (Mozart)
La Serenata núm. 12 per a instruments de vent en do menor K. 388/384a, fou composta per Wolfgang Amadeus Mozart el 1782 o 1783. El treball s'anomena a vegades «Nachtmusik». El 1787, Mozart va transcriure el treball per a un quintet de corda. Aquesta transcripció ens ha arribat com el Quintet de corda núm. 2, K. 406/516b.
La serenata s'instrumenta per a 2 oboès, 2 clarinets, 2 trompes, i 2 fagots.
Per als compositors clàssics com Mozart el gènere musical anomenat serenata no era una cosa realment seriosa. Es tractava de música composta per a una celebració social generalment duta a terme fora de recintes tancats. Més que música per ser escoltada era música de fons molt apropiada per a una escena en una terrassa o jardí en un palau cortesà amb membres de la noblesa menjant o conversant.
Després de 1781, Mozart va compondre obres titulades serenates amb un abast més proper al d'una serenata lleugera. Fruit d'aquesta idea és la Serenata núm. 12, una obra única de la qual sabem molt poc. No es conserven documents que revelin la raó per la qual Mozart va escollir un gènere trivial per naturalesa per compondre una obra de gran elaboració. En quatre moviments, introdueix gestos atípics com la tonalitat menor en el primer moviment i procediments complexos, entre ells el contrapunt en el tercer moviment.

## Estructura
Hi ha quatre moviments:
1. Allegro
2. Andante
3. Minuetto in canone
4. Allegro

El minuet és un cànon. Els oboès porten la melodia amb la resposta dels fagots un compàs més tard. El trio és també canònic amb la resposta a la melodia tocada a l'inrevés. El final és un conjunt de variacions que contenen un episodi central en mi bemoll major i una coda que es converteix en do major al final.